# Hillen
Hillen är en sjö i Sävsjö kommun i Småland och ingår i Lagans huvudavrinningsområde. Sjön har en area på 1,38 kvadratkilometer och ligger 204 meter över havet. Sjön avvattnas av vattendraget Lillån (Degerå).
Hillen sänktes på 1880-talet tillsammans med Allgunnen på 1880-talet med 1,2 meter genom att en 240 meter lång kanal grävdes i utloppet ned till Rydasjön.

## Delavrinningsområde
Hillen ingår i det delavrinningsområde (634838-142577) som SMHI kallar för Utloppet av Hillen. Avrinningsområdets medelhöjd är 215 meter över havet och ytan är 6,08 kvadratkilometer. Räknas de 10 delavrinningsområdena uppströms in blir den ackumulerade arean 164,69 kvadratkilometer. Lillån (Degerå) som avvattnar avrinningsområdet har biflödesordning 3, vilket innebär att vattnet flödar genom totalt 3 vattendrag innan det når havet efter 222 kilometer. Delavrinningsområdet består mestadels av skog (36 procent) och jordbruk (18 procent). Avrinningsområdet har 1,38 kvadratkilometer vattenytor vilket ger det en sjöprocent på 22,6 procent. Bebyggelsen i området täcker en yta av 0,57 kvadratkilometer eller 9 procent av avrinningsområdet.